# Staffhorst
Staffhorst är en Gemeinde i Landkreis Diepholz i delstaten Niedersachsen i nordvästra Tyskland.
Kommunen ingår i kommunalförbundet Samtgemeinde Siedenburg tillsammans med ytterligare fyra kommuner.

## Läge
Staffhorst ligger söder om naturparken Wildeshauser Geest  och ungefär mitt mellan Siedenburg och Nienburg nära Sulingen.

## Historia
Enligt nuvarande kunskaper är Staffhorst minst 500 år gammalt.

## Politik
Oavlönad borgmästare är Werner Holle som omvalts 2001 och 2006.

## Kultur
- I Staffhorst ges årligen teaterföreställningar av den lokala lågtyska teatergruppen.
- Mitt i stan finns dess kyrka som har årtalet 1777 angivet.

## Kända personer från Staffhorst
- Jan Rosenthal, fotbollsspelare i Hannover 96 i tyska Bundesliga, är född i Staffhorst.